# Pasi Rautiainen
Pasi Pentti Rautiainen, född 18 juli 1961 i Helsingfors, är en finländsk fotbollsträanre och före detta spelare. Han hade större delen av sin aktiva karriär i Tyskland, där han representerade klubbar som Bayern München och Werder Bremen. Rautiainen gjorde även 25 landskamper för Finlands landslag.

## Karriär
Pasi Rautiainen startade sin karriär i HJK Helsingfors och blev värvad av Bayern München 1980. Där gjorde han bara en ligamatch när Bayern vann Bundesliga säsongen 1980/81. I Bundesliga spelade han även för Werder Bremen och Arminia Bielefeld. Han spelade senare för FC Locarno och Wattenscheid 09 innan han återvände till moderklubben HJK där han avslutade karriären.
1982 blev Rautiainen utsedd till Årets fotbollsspelare i Finland.

## Meriter

### Som spelare
HJK Helsingfors
- Tipsligan: 1978, 1990

Bayern München
- Bundesliga: 1981

### Som tränare
Jokerit
- Finlands cup: 1999
- Ettan: 2002

Levadia Tallinn
- Estlands Supercup: 2001

Flora
- Estlands cup: 2008

TPS Åbo
- Finlands cup: 2010